# Cryptanthus glaziovii
Espèce
Cryptanthus glaziovii est une espèce de plantes à fleurs de la famille des Bromeliaceae, endémique du Brésil et décrite en 1891 par le botaniste allemand Carl Christian Mez.

## Distribution
L'espèce est endémique de la serra do Espinhaço dans l'État de Minas Gerais à l'est du Brésil.

## Description
Selon la classification de Raunkier, l'espèce est hémicryptophyte.